# Futlyar
El Futlyar (Fizik-2) es un torpedo guiado de nueva generación desarrollado por Rusia, que entró en servicio en 2018. Desarrollado por el Instituto de Investigación en Ingeniería Marina de San Petersburgo y construido por la fábrica de maquinaria Dagdizel, reemplaza al UGST (Fizik-1) previamente en servicio con la Armada de Rusia. El Futlyar es un torpedo guiado por cable con un sistema térmico de búsqueda terminal, capaz de alcanzar velocidades superiores a 60 nudos (111 km/h) a una profundidad máxima de 500 metros y con un alcance superior a 60 km. Las primeras unidades han entrado en servicio con los nuevos submarinos de las clases Borey y Yasen.